# Processo Cativa
O processo Cativa é uma rota para  produção de ácido acético. É similar ao processo Monsanto, porém substituindo, no catalisador, ródio por irídio. A tecnologia Cativa foi desenvolvida pela BP Chemicals Ltd e é vanguarda na produção de ácido acético. O processo Cativa está sob licença BP Plc 

.
No processo Cativa é utilizado catalisador de irídio e promotor de rutênio/iodeto e a reação em questão ocorre por uma série de rotas de reação similares ao sistema catalisado por ródio, porém, a etapa limitante da reação é diferente. A etapa limitante proposta da taxa de reação é a migração do grupamento metil para a formação do complexo alcil irídio. A rota envolve a eliminação do iodeto e a subsequente adição do monóxido de carbono. A 
dependência direta da taxa de reação com a concentração de monóxido de carbono e efeito inibidor das baixas concentrações de iodeto são consistentes com a etapa limitante proposta de reação.
Existe uma dependência inversa na concentração do ânion iodeto, o que sugere que altas taxas de reação são atingidas, operando a baixas concentrações de iodeto. Além disso, a adição de uma espécie capaz de auxiliar a remoção do iodeto da reação, ajuda a aumentar esta taxa de reação da etapa limitante. Uma vantagem desse processo, frente ao mecanismo Monsanto é que este sistema opera com baixo nível de água, que por consequência gera uma quantidade menor de subprodutos e apresenta maior eficiência do monóxido de carbono.